# Янбулатовы
Янбулатовы (в документах и публикациях встречается искажённый вариант — Ямбулатовы) — мурзы, татарские князья. С середины XVI в. на службе русского государства.

## Происхождение
Первое упоминание о князе Янбулате Шеманове встречается в межевой книге Казанского уезда 1565—1567 гг., где указано его поместье Малые Кибя-Кози, которым он владел "с товарищи". Однако там нет указаний на то, владел ли он этим поместьем до падения Казани в 1552 году или оно было пожаловано русским царём . Таким образом, на сегодняшний день нет достоверных сведений о том, принадлежал ли князь Янбулат к элите бывшего Казанского ханства или пришёл в составе войск Ивана Грозного. В краеведческой литературе на основе косвенных данных больше склоняются к первой версии.